# Coenypha edwardsi
Coenypha edwardsi là một loài nhện trong họ Thomisidae.
Loài này thuộc chi Coenypha. Coenypha edwardsi được Hercule Nicolet miêu tả năm 1849.